# Білецький Фелікс Мар'янович

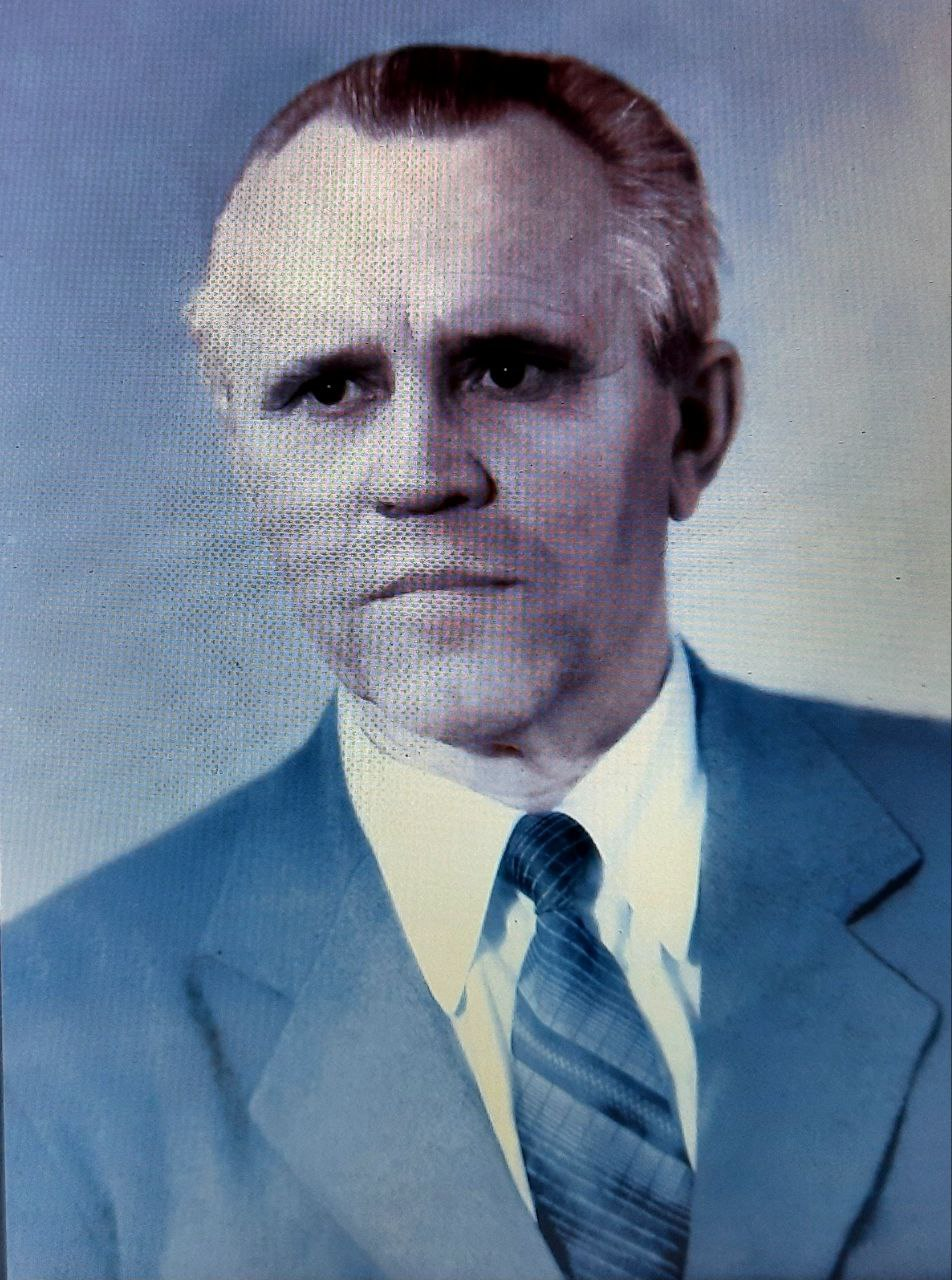
Білецький Фелікс Мар'янович

Фелікс Мар'янович Білецький  (17 листопада 1927  − 18 серпня 1994) —  учений-літературознавець, педагог, доктор філологічних наук, професор кафедри української літератури Дніпропетровського державного університету.  

## Біографія
- Народився в селі Новопетрівка Нижньосірогозького району Херсонської області, у багатодітній селянській родині. Саме дитинство найчастіше згадував Фелікс Мар'янович, як він малим, тримаючи в руках сплетений батьком невеличкий батіжок, та закинувши на плече полотняну торбину з окрайцем хліба, кожного дня виганяв рано вранці корову на випас. Часто малий Фелікс просив батька взяти з собою на роботу, тільки це не виходило, оскільки нікому було замінити його біля корови. «Ось школа почнеться, — заспокоював його тато,- тоді вже обов'язково». «Тоді інша робота буде, а ще уроки треба буде вчити», думалося йому. Починалася школа, Фелікс завжди допомагав по господарству однак, вчився тільки на «відмінно». У важкі повоєнні роки працював у колгоспі трактористом, будучи чи не єдиним «мужчиною» у колгоспі. В 1946 році він продовжує навчання вже у Верхньосірогозькій середній школі, яку закінчує на відмінно у 1948 році.
- З 1949 по 1954 роки він навчався на історико-філологічному факультеті Дніпропетровського державного університету (далі ДДУ), отримав диплом з відзнакою, потім три роки − в аспірантурі ДДУ за спеціальністю «Історія української літератури». У 1957 − 1959 роках працював відповідальним секретарем багатотиражної газети ДДУ «За передову науку». У травні 1958 року захистив кандидатську дисертацію на тему «Лесь Мартович − майстер соціальної сатири»; з березня 1979 р. обіймав посаду професора кафедри української літератури. 1987 року захистив докторську дисертацію «Українська сатирична проза кінця ХІХ − початку ХХ ст. (проблеми методу, системи жанрів, форм узагальнення)». Працюючи в університеті, читав курси й спецкурси: «Історія української літератури», «Теорія і методологія літературної критики», «Етапи розвитку творчого методу» та інше. Сім років був секретарем партбюро факультету. З 1975 по 1985 роки виконував обов'язки голови правління Дніпропетровського міського відділення любителів книги.
- У пам'яті своїх учнів, які мали Фелікса Мар'яновича за приклад, й усіх, хто його знав, професор назавжди залишився людиною доброю, щирою, високоінтелектуальною, але й дуже вимогливою та надзвичайно відповідальною, поважав студентів як особистостей. Його випускники згадують лекції та семінари, літературні вечори й повсякчасну заклопотаність свого куратора. Ф. М. Білецький багатьом дав путівку в життя, учив любові до своєї країни, літератури, обраної професії. Його вихованці успішно захищали кандидатські й докторські дисертації, торуючи власний шлях у науці, не забуваючи заповітів свого вчителя. Яким би не був напруженим його графік роботи та він кожного літа приїздив до рідного села Новопетрівки відвідати батьків.
- Збереглося листування професора Ф. М. Білецького з відомими літературознавцями й письменниками Іваном Денисюком, Олексою Засенком, Степаном Крижанівським, Олегом Бабишкіним, Ніною Йосипівною Жук, яке ще чекає на своє наукове поцінування.
- На знак вшанування видатного вченого на факультеті української й іноземної філології та мистецтвознавства Дніпровського національного університету ім. О. Гончара відбуваються вечори та уроки пам'яті Фелікса Мар'яновича Білецького, що проходять в університетській аудиторії № 908, яка має ім'я професора.[1]

## Праці
Автор понад двох сотень наукових праць, який понад сорок років свого життя віддав викладацькій, науковій, громадській та просвітницькій роботі в стінах університету та за його межами.
- Лесь Мартович. Київ, 1961;
- Лесь Мартович як майстер соціальної сатири: Автореферат дис. на здобуття наукового ступеня кандидата філологічних наук, ДНУ Кафедра української літератури. Дніпропетровськ, 1959;
- Оповідання. Новела. Нарис. Київ, 1966;
- Українська сатира кінця ХІХ — початку ХХ ст. 1973;
- Жанрова своєрідність реалістичної повісті. 1974;
- Питання української літературно-художньої критики поч. ХХ ст. 1977;
- Розвиток реалізму в українській сатиро-гумористичній прозі кінця XIX — початку XX століть. Автореф. дис. на здобуття наукового ступеня доктора філологічних наук: Київ. Державний університет ім. Т. Г. Шевченко. 1978;
- М. Є.  Салтиков-Щедрін і українська сатирична література початку ХХ ст. 1979;
- Умовні форми зображення в українській сатиричній літературі: (Реалізм і художня умовність). Навчальний посібник. Дніпропетровськ, 1980;
- Особливості жанру сатиричної казки в українській прозі кінця XIX — початку XX ст. Українське літературознавство. Львів, 1983;
- Українська сатирична проза кінця XIX — початку ХХ ст. Проблема реалістичного методу, системи жанрів, форм узагальнення: дисертація доктора філологічних наук. Дніпропетровськ, Література народів СРСР, 1987;
- Жанрові форми літературної критики. 1989;
- Розвиток жанрів в українській сатиричній прозі кінця ХІХ — поч. ХХ ст. 1992;
- Історія української літературної критики початку 20 ст. 1993. Дніпропетровськ;[3]

## Особисте життя
Білецький Ф. М. був одружений з Оксаною Тимофіївною, мав сина Володимира та доньок-близнят Світлану та Лесю. Володимир та Світлана були причетними до справи батька — отримали філологічну освіту та займалися викладацькою діяльністю, донька Леся закінчила консерваторію та займалася мистецькою діяльністю. Дружина Оксана Тимофіївна, яка є берегинею пам'яті Фелікса Мар'яновича Білецького, є філологом за освітою, колишнім викладачем української мови та літератури в Дніпропетровському педагогічному училищі.